# Самитьер, Серхио
Серхио Самитьер Самитьер (исп. Sergio Samitier Samitier); (род. 31 августа 1995, Барбастро, Арагон) — испанский профессиональный шоссейный велогонщик, выступающий с 2020 года за команду мирового тура «Movistar Team».

## Достижения
2015
2-й Mémorial Cirilo Zunzarren
2016
1-й Subida a Gorla
1-й Trophée Eusebio Vélez
2-й Gran Premio San Lorenzo
4-й Чемпионат Испании — Индивидуальная гонка U23
2017
1-й Велошоссейный кубок Испании среди любителей U23
1-й Santikutz Klasika
1-й Вуэльта Бидасоа — Генеральная классификация
1-й — Этап 1
1-й San Martín Proba
1-й Dorletako Ama Saria
1-й Klasika Lemoiz
2-й Mémorial Valenciaga
2-й Mémorial Etxaniz
2-й San Bartolomé Saria
2-й Чемпионат Испании — Индивидуальная гонка U23
3-й Вуэльта провинции Валенсия
2019
 Самый агрессивный гонщик — Этап 15 Вуэльта Испании
1-й  — Горная классификация Тур Альп

## Статистика выступлений

### Гранд-туры
| Гранд-тур       | 2019 |
| --------------- | ---- |
| Джиро д’Италия  | —    |
| Тур де Франс    | —    |
| Вуэльта Испании | 112  |

| —  | Не участвовал  |
| НФ | Не финишировал |